# Hebeloma candidipes
Hebeloma candidipes là một loài nấm ở Hymenogastraceae.

## Hình ảnh

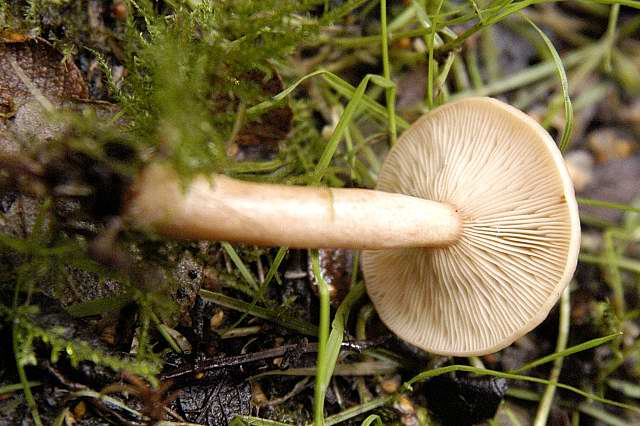